# Екехард II (Санкт Гален)
Екехард II (на немски: Ekkehard II, също на латински: Ekkehardus Palatinus, † 23 април 990) е църковен поет.
Той идва като момче през средата на 10 век в манастир Санкт Гален.
Той е племенник на Екехард I (Ekkehardus Decanus). През 973 г. е извикан от Хадвиг, вдовицата на херцог Бурхард III от Швабия, в Хоентвил, за да ѝ преподава латински. По-късно Хадвиг помага на Екехард да стане известен каплан в императорския двор на нейния чичо Ото I. Накрая той е домпропст в Майнц. Той умира на 23 април 990 г.
След две генерации Екехард IV описва неговия живот в своята история на манастир Санкт Гален (Casus sancti Galli).
Животът на Екехард е описан в историческия роман Екехард от 1855 г. от Йозеф Виктор фон Шефел, който става култова книга на вилхелминската ера.
По романа Йохан Йозеф Аберт пише опера със същото име, която има премиера на 11 октомври 1878 г. в дворцовата опера в Берлин.
През 1989 – 1990 г. се снима телевизионната серия от шест части „Екехард“. .